# Міхал Півонька
Міхал Півонька (чеськ. Michal Pivoňka; нар. 28 січня 1966, Кладно, Чехословаччина) — чехословацький та чеський хокеїст, центральний нападник.Чемпіон світу 1985.

## Клубна кар'єра
В чемпіонаті Чехословаччини грав за їглавську «Дуклу» (1984-1986). Чемпіон Чехословаччини 1985 року. Всього в лізі провів 75 матчів (13 голів).
Тринадцять сезонів провів у Національній хокейній лізі. За «Вашингтон Кепіталс» провів 825 матчів (181 гол) у регулярному чемпіонаті, а на стадії плей-офф — 95 ігор та 19 закинутих шайб. В 1998 році грав у фіналі Кубка Стенлі.
Під час локауту 1994-1995 виступав за австрійський «Клагенфурт АК». Завершив кар'єру у команді інтернаціональної хокейної ліги «Канзас-Сіті Блейдс».

## Виступи у збірній
У складі національної збірної здобув золоту нагороду на чемпіонаті світу 1985. Брав участь у чемпіонаті світу 1986 та кубку Канади 1991.
На чемпіонатах світу провів 20 матчів (2 закинуті шайби), а всього у складі національної збірної — 38 матчів (6 голів).

## Статистика в НХЛ
Скорочення: С = кількість сезонів, І = Ігри, Г = Голи, П = Паси, О = Очки, Штр = Штрафний час у хвилинах

## Нагороди та досягнення
| Нагороди                 | Команда              | Кіл. | Роки |
| ------------------------ | -------------------- | ---- | ---- |
| Чемпіонат світу          |                      |      |      |
| Золото                   | Чехословаччина       | 1    | 1985 |
| Чемпіонат Європи         |                      |      |      |
| Срібло                   | Чехословаччина       | 1    | 1985 |
| Чемпіонат Чехословаччини |                      |      |      |
| Золото                   | «Дукла» (Їглава)     | 1    | 1985 |
| Кубок Стенлі             |                      |      |      |
| Фіналіст                 | «Вашингтон Кепіталс» | 1    | 1998 |